# Вулкан (Муреш)
Вулкан (рум. Vulcan) — село у повіті Муреш у Румунії. Входить до складу комуни Аполд.
Село розташоване на відстані 213 км на північний захід від Бухареста, 49 км на південний схід від Тиргу-Муреша, 118 км на південний схід від Клуж-Напоки, 80 км на північний захід від Брашова.

## Населення
За даними перепису населення 2002 року у селі проживали 109 осіб.
Національний склад населення села:
| Національність | Кількість осіб | Відсоток |
| -------------- | -------------- | -------- |
| румуни         | 61             | 56,0%    |
| цигани         | 30             | 27,5%    |
| угорці         | 16             | 14,7%    |

Рідною мовою назвали:
| Мова      | Кількість осіб | Відсоток |
| --------- | -------------- | -------- |
| румунська | 92             | 84,4%    |
| угорська  | 16             | 14,7%    |